# Bedarius
Bedarius em occitano ou Bédarieux em francês, é uma comuna francesa na região administrativa de Occitânia, no departamento Hérault. Estende-se por uma área de 27,82 km². Em 2010 a comuna tinha 6 002 habitantes (densidade: 215,7 hab./km²).
A sua altitude varia entre 184 e 520 metros.

## Cidades-irmãs
- Leutkirch, Alemanha (1982)
- Médenine, Tunísia (1999)
- Uarzazate, Marrocos (2008)